# 南三陸農業協同組合
南三陸農業協同組合（みなみさんりくのうぎょうきょうどうくみあい）は、宮城県本吉郡南三陸町に本店を置いていた農業協同組合。愛称はJA南三陸。
2019年7月1日、宮城県北のみどりの・栗っこ・あさひな・いわでやまの各農協と合併して「新みやぎ農業協同組合」となった。

## 店舗
本吉郡南三陸町
- 本店
- 志津川支店
- 歌津支店

気仙沼市
- 気仙沼支店
- 階上支店
- 本吉支店

登米市
- 津山支店